# Alternativas médicas ao sangue
Alternativas médicas ao sangue (tratamentos alternativos às transfusões de sangue), o que inclui os substitutos do sangue, frequentemente chamados por sangue artificial, são usados para encher o volume de fluido ao sistema circulatório.
Embora geralmente usado, o termo substituto do sangue, não seria totalmente exato, visto que o sangue humano executa muitas funções importantes. Por exemplo, os glóbulos vermelhos transportam o oxigênio, os glóbulos brancos defendem infecções bacterianas, as plaquetas promovem coagulação, e as proteínas do plasma executam várias outras funções. Os termos preferidos e mais exactos são: expansores do volume e terapias de oxigênio. Outras técnicas modernas e inovadoras tem sido desenvolvidas para tratamentos alternativos e cirurgias sem sangue (Bloodless surgery), e até mesmo Transplante de medula óssea.

## Expansores do volume
Usados para expandir e/ou manter o volume do sangue, evitando o choque hipovolêmico. Quando ocorre um sangramento, primeiro é necessário parar este sangramento e depois repor a perda do sangue. Fornecer volume sanguíneo por expansores de volume faz-se com que um paciente tolere níveis baixos de hemoglobina, menos até que 1/3 de uma pessoa sadia.
Quando o corpo detecta um nível baixo de hemoglobina inicia-se um mecanismo compensatório. O coração começa a bombear mais sangue a cada batida. Quando da perda de sangue é adicionado fluidos, o sangue diluído começa a fluir mais fácil até mesmo em pequenas veias e mais oxigênio é levado para os tecidos.
Quando a perda sanguínea leva a uma queda do nível de hemácias cujo fornecimento de oxigênio é inadequado mesmo com expansores de volume, faz-se necessário a transfusão sanguínea e/ou terapias de oxigênio.
Fluidos que transportam oxigênio são usados como expansores de volume. Soluções cristalóides e soluções colóides podem ser variados, dentre eles cita-se:
- Hidroxietila de amido;[4]
- Lactato de ringer e Ringer com lactato de sódio ou Solução de Hartmann;
- Uso de soluções salinas (soro fisiológico a 0,9%),
- Dextrose (5% diluído);
- Cristaloides e Colóides baseados em Haemaccel, e Gelofusin.[5]

Os expansores do volume estão extensamente disponíveis e são geralmente usados em todos hospitais, sendo estas as primeiras medidas usadas por paramédicos e médicos da emergência.

## Terapias de oxigênio
Habilidade no transporte do oxigênio do sangue. As terapias de oxigênio são divididas em duas categorias baseadas no mecanismo do transporte. São elas: perfluorocarbono e hemoglobina.
- Perflurocarbono (PFC): é um composto derivado do hidrocarboneto pela substituição de átomos de hidrogênio pelo fluor. PFC pode transportar oxigênio. Seu líquido não se mistura ao sangue. É misturado a antibióticos, vitaminas, nutrientes e sais produzindo uma mistura que contêm 80 componentes diferentes. O primeiro PFC aprovado e usado foi o Fluosol-DA porém seu uso foi abandonado devido a efeitos colaterais.
- Hemoglobina: derivadas de formas humanas, animais or artificialmente pela tecnologia recombinante. A hemoglobina pura não é usada desde que se descobriu sua toxicidade renal. Para ser usada ela é tratada por polimerização, encapsulação e ligação cruzada. Os mais usados são o Hemopure (com hemoglobina bovina) e PolyHeme (com hemoglobina humana).

As terapias de oxigênio estão em experimentações clínicas em muitos países como nos Estados Unidos e na Europa, porém a Hemopure está mais extensamente disponível na África do Sul.

## Algumas técnicas médicas
- Albumina[7]

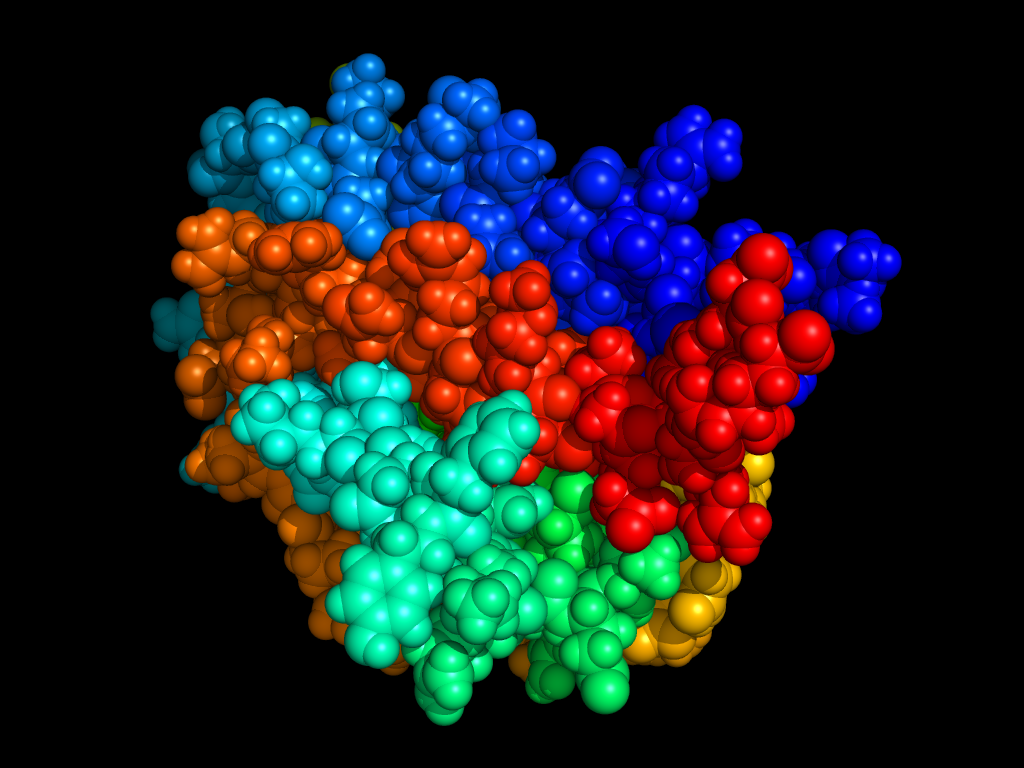
Eritropoietina

- Uso de bisturis elétricos para cirurgias mais simples;
- Uso de bisturis ultrassônicos para cirurgias complexas;
- Haemmacell (solução gelatinosa que substitui até 1000 ml de plasma);
- Eritropoietina[8] ou EPO - hormônio produzido nos rins que estimula a medula óssea a produzir hemácias em ritmo acelerado;
- Eritropoietina recombinante;
- Dextran de ferro (ou Imferon) administrado intravenosamente;
- Aprotinina, antifibrinolíticos ajudam a reduzir hemorragias agudas[9]
- Hemostatos biológicos como tampões de colágeno e celulose;
- Colas e seladores de fibrina cobrem áreas maiores de tecidos que sangram;
- Máquinas de recuperação sanguínea[10] que recuperam o sangue perdido durante cirurgias ou traumas. Com esse sistema pode-se recuperar litros de sangue com reutilização do próprio sangue perdido[11] durante a cirurgia após passagem por um filtro. É o mesmo sistema utilizado nas cirurgias cardíacas, onde o coração para de funcionar durante algum tempo e uma bomba faz seu papel temporariamente com o sangue circulando através de uma máquina, sistema chamado de circulação extracorpórea[12] e similar no funcionamento à hemodiálise;
- Contato com cirurgiões experientes pode evitar complicações;
- Instrumentos cirúrgicos que cortam e cauterizam os vasos sanguíneos ou grandes partes de tecido;
- Hemodiluição[13]
- Recuperação intraoperatória de sangue[14]
- Instrumentos de laparoscopia e outros, que permitem cirurgias sem a perda de sangue;
- Tampão sanguíneo peridural[15]
- IL 11, antifibrinolíticos;[16]
- Transfusão autóloga - Existem dois tipos: 1)- O paciente retira seu próprio sangue alguns dias antes da cirurgia e esse sangue fica guardado em bolsas até que seja necessário utilizá-lo durante a cirurgia programada. 2)- No outro tipo, o sangue é retirado no início da cirurgia e armazenado, sendo substituído por soluções cristalóides ou colóides como expansores do volume do plasma. Ocorrendo algum sangramento ele obviamente será menor, já que estará diluído. Ao final da cirurgia o sangue é reposto.

Para além da conhecida transfusão autóloga, do aproveitamento (após filtração/heparinização) do sangue perdido no decurso de intervenções cirúrgicas, e da chamada transfusão isovolémica, (todas estas técnicas implicando apenas a utilização de sangue autólogo) as alternativas reais à transfusão tem suas limitações.
Fora das situações de hemorragia aguda, são de considerar a utilização de eritropoietina humana recombinante para estimular a eritropoiese, e de trombopoietina humana recombinante (esta de utilização ainda não generalizada e limitada a situações de trombocitopenia).
Estão a ser submetidos aos primeiros ensaios clínicos substitutos sintéticos e semi-sintéticos das plaquetas, constituídos por micro-esferas de albumina (ou eritrócitos fixados), revestidos com fibrinogénio ou peptídeos derivados do fibrinogénio. No entanto, a semi-vida destes produtos parece ser muito curta, o que poderá limitar a sua utilização a situações agudas. A utilização de alguns produtos de recombinação genética como fatores de coagulação, proteína C (anticoagulante fisiológico quando em conjunção com a proteínas S), antitrombina e antitripsina (bem como outros agentes terapêuticos de situações de discrasia da hemostase (processos de coagulação) como DDAVD, antifibrinolíticos, colas de fibrina recombinante, etc.) poderá, em alguns casos, corrigir situações discrásicas, evitando assim a ministração de sangue ou seus hemocomponentes.
Em situações de anemia por hemorragia aguda tem sido indicada, em condições específicas e limitadas, a utilização de transportadores do oxigénio do grupo dos perfluorcarbonos, alguns já comercializados. Devendo ter em atenção os efeitos sobre os rins e o fígado.
Já se pratica a terapêutica genética para a deficiência do Fator VIII (Hemofilia A) e está iminente a utilização da mesma tecnologia para o tratamento da deficiência do Fator IX (Hemofilia B). Ainda se encontra em ensaios pré-clínicos uma hemoglobina artificial.
Em maio de 2007, cientistas britânicos anunciaram ter criado o sangue artificial a partir do plástico, e que este poderia entrar no mercado dentro de alguns anos.

## Lista de medicamentos alternativos - Código ATC B
B01 Medicamentos antitrombóticos
B02 Anti-hemorrágicos
B02A - Antifibrinolíticos
B02B - Vitamina K e outros hemostáticos
B03 Preparados antianémicos
B03A - Preparados de ferro
B03B - Vitamina B12 e ácido fólico
B03X - Outros preparados antianémicos
B05 Substitutos do sangue e soluções de perfusão
B05A - Sangue e produtos relacionados
B05B - Soluções I.V.
B05C - Soluções irrigantes
B05D - Dialíticos peritoniais
B05X - Aditivos de soluções I.V.
B05Z - Hemodialíticos e hemofiltratos

### Expansores de Volume
Quando o sangue é perdido, a primeira necessidade imediata é parar a perda de sangue. A segunda grande necessidade é recuperar o volume perdido. Desta forma as células sanguíneas que ainda estão no corpo podem oxigenar o tecido corporal. Sangue humano normal tem uma capacidade de transporte de oxigênio significativamente excessiva, usada apenas em casos extremos. O volume provido de sangue é mantido pelos expansores de volume, e um paciente pode seguramente tolerar níveis muito baixos de hemoglobina, menos de 1/3 de uma pessoa saudável.
O corpo automaticamente detecta os níveis mais baixos de hemoglobina e os mecanismos compensatórios começam. O coração começa a bombear mais sangue a cada batida. Uma vez que o sangue perdido tenha sido recuperado com um fluido equivalente, o agora sangue diluído flui mais facilmente, mesmo em veias pequenas. Como resultado de mudanças químicas, mais oxigênio é liberado para os tecidos. Estas adaptações são tão efetivas que apenas metade das células vermelhas permanecem, o oxigênio entregue pode ser de até 75% do normal. Um paciente em descanso usa apenas 25% do oxigênio disponível em seu sangue. Em casos extremos, pacientes sobreviveram com um nível de hemoglobina de 2 g/dl, aproximadamente 1/7 do normal, apesar de níveis tão baixos assim serem muito perigosos.
Com a perda de sangue o suficiente, a célula vermelha cai a um nível muito baixo para oxigenação de tecido adequada, mesmo com os expansores de volume mantendo o volume circulatório. Nestas situações a única alternativa é a transfusão de sangue, células vermelhas em pacotes, ou terapias com oxigênio (se disponíveis). Entretanto em algumas circunstâncias a Terapia hiperbárica de oxigênio pode manter a oxigenação adequada do tecido mesmo que as células vermelhas estejam abaixo do nível normal para manter a vida.

## Terapias com oxigênio em desenvolvimento

### Baseado em Perfluorocarbono
en:Oxygent, da Alliance Pharmaceutical Corp. Status: testes da fase dois nos Estados Unidos, testes da fase três na Europa.
Oxygent é uma solução usada como carregador de oxigênio intra-vascular para aumentar temporariamente o oxigênio entregue aos tecidos e está sendo desenvolvidos pela corporação Aliança Farmacêutica. Neste momento, o objetivo da entrega de oxigênio é simplesmente reduzir a necessidade de doação de sangue para cirurgias, mas este produto claramente tem potencial para usos adicionais no futuro. Perfluorocarbonos cercados por um sulfactante chamado lecithin e suspensos em uma solução baseada em água dão ao Oxgent sua capacidade de transporte de oxigênio. As particulas de Oxygent são removidas do sistema sanguíneo em 48 horas pelo sistema de limpeza sanguínea natural do organismo. Nomeadamente, o lecithin é digerido intracelularmente e o PFC é exalado pelos pulmões. O fato de este substituto sanguíneo ser completamente feito pelo homem possui certas vantagens sobre substitutos sanguíneos que se fiam em hemoglobina modificada, como a manufatura ilimitada, habilidade de ser esterelizado, e a eficiente entrega de oxigênio pelo PFC. Oxygent se mostrou muito útil em quase todos os testes clínicos, mas recentemente encontrou alguns problemas, com participantes em um estudo de cirurgia cardíaca provou que um paciente tratado com Oxygent possui uma leve tendencia a sofrer um infarto.
Oxycyte, da Synthetic Blood International. Status: testes da fase dois nos Estados Unidos
PHER-02, da Sanguine Corp. Status: Em pesquisa
Perftoran (Russo). Status: aprovado para testes clínicos russos em 1996

### Baseados em Hemoglobina
Hemopure, da Biopure Corp. Status: testes da fase três nos Estados Unidos, largamente aprovado na África do Sul.
Hemopure é feito pela Biopure, uma das companhias principais no desenvolvimento e manufatura de soluções de transporte de oxígênio. Este é o primeiro produto da Biopure para uso humano, e é uma solução de transporte de oxigênio baseado em hemoglobina (HBOC). Ele é feito de hemoglobina bovina quimicamente estabilizado, situado numa solução salina, e muitas medidas são tomadas para se assegurar de que o produto é seguro e livre de patologias, incluindo o controle e monitoramento dos usuários. Moléculas de Hemopure podem ser até 1,000 vezes menores do que o facilitador de transporte de oxigênio RBC e pode ser despejado nos tecidos. Hemopure está atualmente em fase de testes clinicos três nos Estados Unidos, e é aprovado na África do Sul para o uso cirúrgico em pacientes anemicos, desta forma reduzindo ou eliminando a necessidade de tranfusões de sangue nestes pacientes.
Oxyglobin, da Biopure Corp., Aprovado para uso veterinário nos Estados Unidos e Europa.
Manufaturado pela Biopure, a solução Oxyglobin é a primeira e única terapia de oxigênio aprovada para uso veterinario pelas comissões dos Estados Unidos e da Europa. A solução consiste em hemoglobina bovina quimicamente estabilizada em uma solução salina e não contém células vermelhas. A hemoglobina cruzada, com alguns tetrameros colocados juntos, funciona pela circulação no plasma suprindo o oxigênio dos tecidos. Introduzido a clinica veterinária e Hospitais em março de 1998 e distribuido nacionalmente em outubro de 1998, Oxyglobin foi usado inicialmente para transfusões de sangue e para o tratamento de anemia em cães. Atualmente, Oxyglobin pode ser usado em caninos e não em humanos. O suprimento atual de Oxyglobin é baixo, porque a companhia está gastando a maior parte de seus recursos no Hemopure, um substituto sanguíneo desenvolvido para uso humano.
Hemolink, da Hemosol, Inc. Status: testes da fase dois nos Estados Unidos.
PolyHeme, da Northfield Laboratories. Status: Aguardando resultados dos testes para seguir para a fase três nos EUA.
Polyheme é um transportador de oxigênio baseado em hemoglobina e é o unico substituto sanguíneo que completou os testes da fase três, representando a tecnologia líder neste campo. Desenvolvido e manufaturado pela empresa de Chicago Northfield Laboratories, Inc., Polyheme originalmente começou como um projeto militar seguido da guerra do Vietnã e desde então tem mostrado grande potecinal tanto para uso militar como para uso civíl. Polyheme utiliza hemoglobina humana como molécula de transporte do oxigênio na solução, e a extreção e filtração deste hemoglobina das células vermelhas é o primeiro passo da produção. Depois, usando um processo de várias etapas de polimerização, a hemoglobina purificada é associada em tetrameros e, como etapa final, é incorporada numa solução de eletrolitos. A polimerização da hemoglobina representa o passo crítico deste processo porque, como demonstrado por tentativas falhas de substitutos sanguíneos, quando a hemoglobina continua desassociada, ela tende a capturar oxido nítrico, causando constrições dos vasos. Também, a hemoglobina livre pode tomar o rim, causando disfunção e falha renal.
Recentemente, a Northfield Laboratories está em exames minuciosos para os testes da fase três que eles estão conduzindo em mais de 20 hospitais no país. A controvérsia chega no fato de que os participantes deste estudo são incapazes de dar seu consentimento devido a natureza de seus ferimentos. Apesar de esta prática ser sancionada pela FDA como pesquisa de emergência necessária, grupos de direitos dos pacientes começaram a protestar contra o estudo.
Hemospan, da Sangart, Status: testes da fase dois nos EUA
Hemospan é produzido pela companhia Sangart, que foi fundada pelo Dr. Robert M. Winslow em 1998. Produzido em forma de pó, o pó pode ser misturado a forma líquida e imediatamente ser feita a transfusão, independente do tipo sanguíneo do paciente. Esta tecnologia se fia em misturar o polyethylene glycol (PEG) para eliminar as toxinas associadas com a hemoglobina livre. Sangart acredita que seu produto pode ser armazenado por anos e eles tem certos fatores involvendo o transporte de oxigênio do Hemospan, para que seu produto apresente a quantidade exata que as paredes de vasos sanguíneos necessitam. Nos últimos quatro anos, Hemospan mostrou a premissa de um produto comercial possível, mantendo bons resultados tanto na fase um quanto na fase dois da pesquisa e nos testes clinicos.
Dextran-Hemoglobin, da Dextro-Sang Corp.
Criado pela Dexto-Sang Corporation, Dextran-Hemoglobin é um conjugado do polímero dextran com as moléculas de hemoglobina humana. A segurança do dextran já foi estabelecida, devido a seu largo uso como expansor de volume de plasma. a conjugação da hemoglobina com o dextran aumenta sua vida útil dentro do corpo, e previne o dano ao tecido que ocorre com a hemoglobina livre de processar nos rins e sair no expaço extracelular.
Dextran-Hemoglobin está atualmente sob testes em cães na tailânida, e a companhia espera que comecem os testes humanos até o fim do ano.

## Novas Pesquisas

### Células Tronco
Recentemente a comunidade científica começou a olhar a possibilidade de utilizar células-tronco como um meio de produzir uma fonte alternativa de sangue para transfusão. Um estudo realizado pela Giarratana et al descreve uma larga escala de produção de células sanguíneas maturas usando células-tronco hematopoiéticas, e podem representar os primeiros passos significantes nesta direção. Ainda assim, as células sanguíneas produzidas em cultura possuem o mesmo conteudo e morfologina da hemoglobina que as células vermelhas naturais. Os autores do estudo também concluiram que as células vermelhas que eles produziram tem uma vida útil quase natural, quando comparadas a células vermelhas nativas - uma importante caracteriscica que os substitutos atuais falham.
O maior obstáculo com este método de produção de células vermelhas é seu custo. Neste momento, o complexo método em três etapas de produção das células fazerem uma unidade destas células vermelhas é muito caro. Entretanto, o estudo é o primeiro deste tipo e mostra a possibilidade de produzir céluas vermelhas que quase parecem naturais em larga escala.
Dendrimeros
Pesquisadores da Dendritech Corporation começaram a pesquisar, auxiliados por uma pensão de $750,000 em dois anos pago pelas forças armadas dos EUA, para o uso de dendrimeros como substitutos no transporte de oxigênio. A natureza exata desta pesquisa não pode ser conhecida, pois a aplicação de patente da companhia ainda não foi aprovada. Pesquisadores esperam que a tecnologia dos dendrimeros seja a primeira realmente eficiente e com custo baixo de sua espécie.
Micelles Biodegradáveis
Em ordem de aprimorar o tempo de circulação, hemoglobina recombinante ou polimerizada pode ser encápsulada com copolímeros amphílicos micellares. Estes sistemas são tipicamente entre 30 e 100 nm em diâmetro. o centro hidrofóbico do polímero micelle é capaz de solubilizar a similaridade hidrofóbica da proteína da hemoglobina, enquanto a solução de água corona (que normalmente é poli (glicol-etileno)) provê uma barreira para absorção de protenia e prove proteção de limpeza do sistema reticuloendotelial (RES).

## Terapias de Oxigênio Descartadas
Flourasol-DA, da Green Cross. Status: descartada em 1994 devido a complexidade do uso, benefício clinico limitado e complicações
HemAssist, da Baxter International. Status: descartada em 1998 devido a mortalidade altamente maior que a esperada.